# Тернавка (Чернівецький район)
Терна́вка — село в Україні, у Герцаївській міській громаді Чернівецького району Чернівецької області.

## Історія
З 24 серпня 1991 року село входить до складу незалежної України.
У 2018 році шляхом об'єднання сільських рад, село увійшло до складу Герцаївської міської громади.
До адміністративної реформи 19 липня 2020 року село належало до Герцаївського району, після його ліквідації, увійшло до складу Чернівецького району.

## Населення

### Мова
Розподіл населення за рідною мовою за даними перепису 2001 року:
| Мова       | Кількість | Відсоток |
| ---------- | --------- | -------- |
| румунська  | 2812      | 98.60%   |
| українська | 30        | 1.05%    |
| російська  | 9         | 0.31%    |
| білоруська | 1         | 0.04%    |
| Усього     | 2852      | 100%     |

## Природоохоронні об'єкти
На південь від села розташовані заповідні урочища «Гайок» і «Гай красуні», а також ботанічна пам'ятка природи «Чотири велетні».

## Галерея

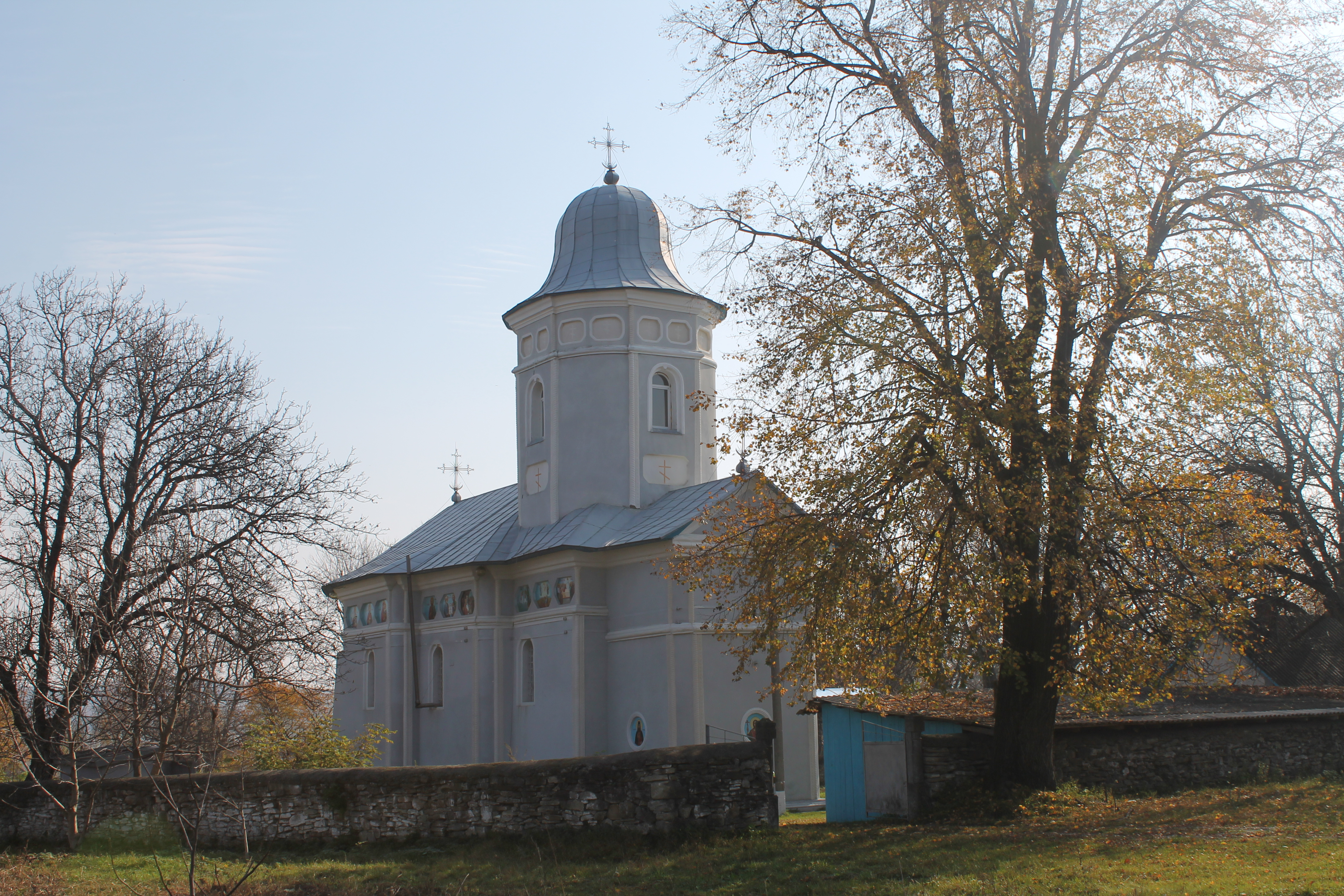
Дмитрівська церква